# 八通関山
八通関山（はっつうかんざん）は、台湾南投県信義郷にある標高3,245mの山である。

## 概要
八通関山は玉山主峰と秀姑巒山のほぼ中間に位置し、台湾百岳の中で64位だった。玉山山脈の北段に聳える山であり、秀姑巒山の西側の支脈に属する山です。
現在使用されている主な登山道には、東埔温泉から楽楽・対関・観高坪・八通関草原を経由するもの、上東埔から塔塔加鞍部・排雲山莊・玉山主峰・八通関草原を経由するもの、南安から山風・瓦拉米・大分・大水窟池を経由するものが挙げられる。